# Chris Sharma
Chris Omprakash Sharma (* 23. April 1981) ist ein Sportkletterer aus den USA, der einige der weltweit schwierigsten Erstbegehungen absolviert hat. Er eröffnete diverse Routen im Grad 9b+ (5.15c) – darunter die erste 9b-Route überhaupt, Jumbo Love – und kletterte bisher zwei 9b+-Routen (5.15c). Sharma gilt als einer der besten Kletterer weltweit und als Pionier, der dem Klettersport zu medialer Aufmerksamkeit verhalf.

## Kindheit und Jugend
Chris Sharma wurde 1981 als einziges Kind der Massagetherapeutin Gita Jahn und Bob Sharma, Hausmeister an der University of California, Santa Cruz, geboren. Beide Eltern sind Schüler des Yogi Baba Hari Das, der sie auch traute und ihnen den Namen Sharma gab. Auch Chris’ Zweitname Omprakash wurde ihm von Hari Das gegeben. Sharma wuchs in Santa Cruz, Kalifornien, auf.

## Wettkampfklettern
Im Alter von zwölf Jahren begann Chris Sharma mit dem Klettern. Schon mit vierzehn gewann er die nationalen Klettermeisterschaften in der Disziplin Bouldern.
1997 wurde er an der Weltmeisterschaft in Paris Zweiter in der Disziplin Lead (Schwierigkeitsklettern). Im selben Jahr gewann er in Kranj, Slowenien, auch seinen ersten Weltcup, ebenfalls im Lead.
Sharma gewann 2001 den Boulderweltcup in München, wurde aber nachträglich disqualifiziert, nachdem er positiv auf THC getestet wurde.

## Felsklettern

### 1996–2002:Realization
Bereits mit fünfzehn Jahren gelang Chris Sharma mit der Route Necessary Evil seine erste Erstbegehung im Grad 8c+ (5.14c).
Im Jahr 2001 konnte Chris Sharma sein langfristiges Projekt Realization klettern. Die Route im Klettergebiet Céüse in Frankreich galt damals mit der Bewertung 9a+ (5.15a) als die härteste Route der Welt. Sie ist eine Verlängerung der Route Biographie von Jean-Christophe Lafaille aus dem Jahr 1989. Es war die erste Steigerung des schwierigsten Klettergrades seit Wolfgang Güllichs Begehung von Action Directe (9a/5.14d) 1991. Im Nachhinein stellte sich heraus, dass die von Alexander Huber 1996 erstbegangene Route Open Air ebenfalls im Schwierigkeitsgrad 9a+ liegen könnte. Huber selbst hatte sie mit 9a (5.14d) bewertet; Adam Ondra stufte sie 2008 bei ihrer einzigen Wiederholung jedoch als 9a+ (5.15a) ein.

### 2002–2008:Jumbo Love
Im September 2006 gelang Chris Sharma die Begehung der Deep-Water-Soloing-Route (DWS) Es Pontàs an einer als Felsentor ausgebildeten Insel bei Mallorca, Spanien. Das heißt: Die Durchsteigung wurde ohne Sicherung über dem Wasser durchgeführt. Sie wurde im Oktober 2016 von Jernej Kruder wiederholt, der den Grad bestätigte. Sie gilt als schwerste DWS-Route der Welt.
Ebenfalls 2006 gelang Chris Sharma die dritte Begehung der mit 9a+ (5.15a) bewerteten Route La Rambla (Original) im Klettergebiet Siurana in Spanien. Mit dieser Begehung wurde Sharma zum ersten, der mehrere (traditionelle) 9a+-Routen durchsteigen konnte.

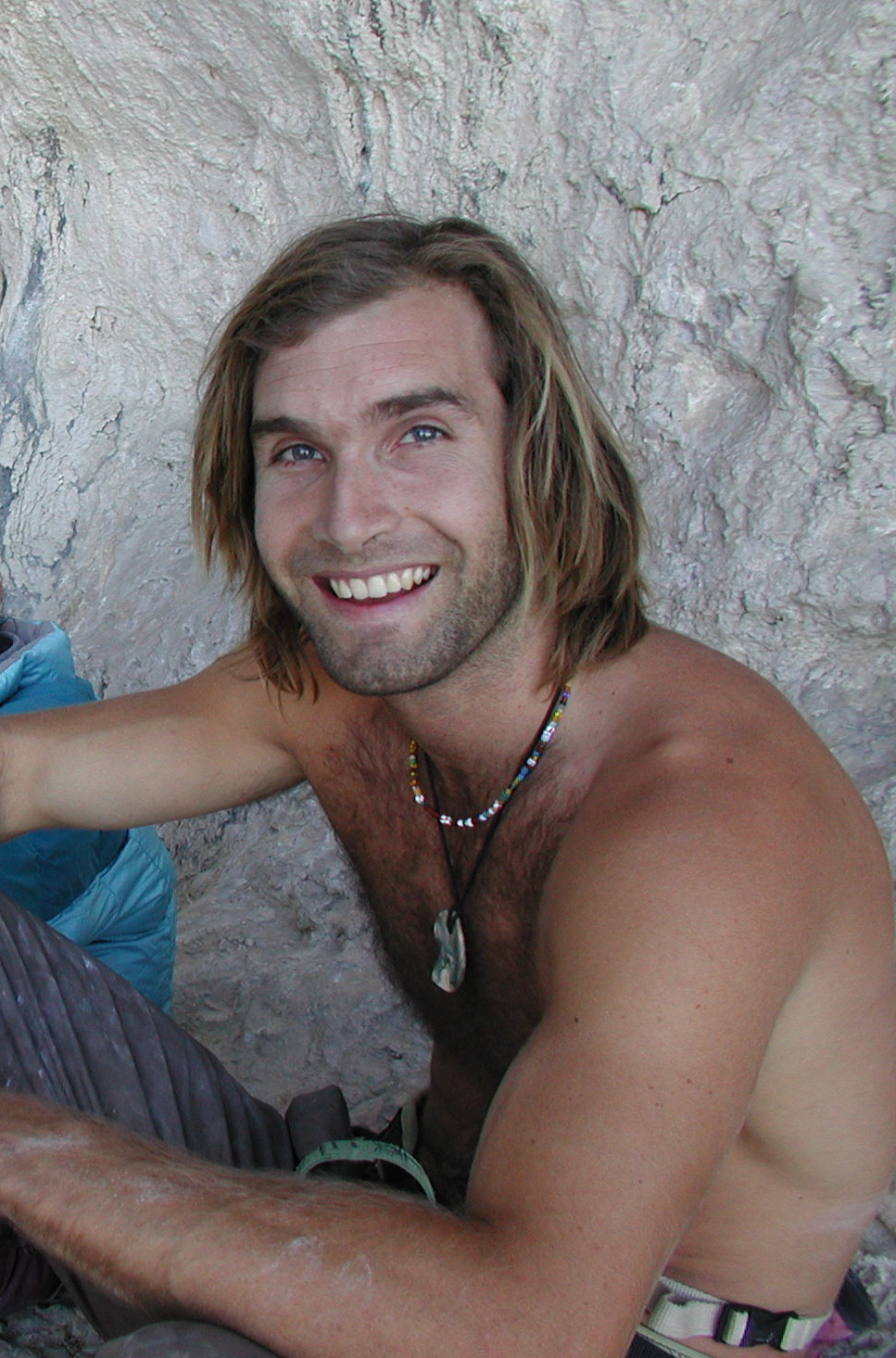
Chris Sharma im Jahr 2008

Im Jahr 2008 gelang ihm mit Jumbo Love 9b (5.15b) am Clark Mountain, USA, eine weitere Schwierigkeitssteigerung und die damals wahrscheinlich schwerste Route der Welt. Wenig später gelangen ihm mit Golpe de Estado und Neanderthal zwei weitere Routen im Grad 9b. Die Route Jumbo Love wurde im Mai 2015 von Ethan Pringle wiederholt, der die Schwierigkeit bestätigte.

### 2008–2013:La Dura Dura
Im April 2011 gelang Chris Sharma die Erstbegehung von First Round First Minute, einer weiteren 9b-Route (5.15b).
In der Folge arbeitete er längere Zeit an dem von ihm selbst eingerichteten Projekt La Dura Dura. Als er die Route schon beinahe aufgegeben hatte, lud er Adam Ondra ein, das Projekt auszuprobieren. Dieser wiederum machte schnell Fortschritte und durchstieg die Route schließlich am 7. Februar 2013. Ondra bewertete die Route mit dem Grad 9b+ (5.15c), als erste Route überhaupt. Durch die neuen Impulse gelang Chris Sharma bereits am 23. März 2013 die erste Wiederholung, welche die erste Wiederholung einer Route im Grad 9b+ war.

### Seit 2013:Sleeping Lion
2015 durchstieg Chris Sharma die Route El Bon Combat, die er mit 9b/+ (5.15b/c) bewertete. In der Folge kletterte er die DWS-Route Alasha, deren Schwierigkeit er mit 9b (5.15b) angab. Jakob Schubert wertete sie 2021 jedoch auf 9a (5.14d) ab.
Am 28. März 2023 gelang ihm im Alter von 41 Jahren die Erstbegehung der Route Sleeping Lion (9b+/5.15c) und damit seine derzeit schwerste Erstbegehung. Sharma beschrieb die Route als sein schwierigstes Projekt der letzten Jahre. Seit Längerem arbeitet er zudem an einer potenziellen 9c-Route, die sich direkt neben La Dura Dura befindet. Das Projekt trägt den Namen Le Blonde, zu Ehren von Patrick Edlinger.

## Privatleben
In Santa Ana, Kalifornien, eröffnete er 2013 gemeinsam mit seinem Sponsor Walltopia eine Kletterhalle, Sender One. 2015 folgte seine eigene Kletterhalle in Barcelona, Sharma Climbing. Seither kamen zwei weitere Hallen in Gavà und Madrid hinzu.
Sharma ist seit 2015 mit der Venezolanerin Jimena Alarcón verheiratet. Gemeinsam haben sie eine Tochter (* 2016) und einen Sohn (* 2019). Die Familie wohnt in Barcelona.

## Kletterrouten (Auswahl)

### Sportklettern

#### 9b+ (5.15c)
- La Dura Dura – in Oliana, Spanien – 23. März 2013 – Zweitbegehung; Kletterroute durch Chris Sharma eingerichtet; erstbegangen durch Adam Ondra am 7. Februar 2013[2]
- Sleeping Lion – in Siurana, Spanien – 28. März 2023 – Erstbegehung[3]

#### 9b/+ (5.15b/c)
- El Bon Combat – Cova de l'Ocello, Spanien – 7. März 2015 – Erstbegehung, vermutlich aber leichter[25]

#### 9b (5.15b)
- Jumbo Love – im Clark Mountain, USA – 11. September 2008 – Erstbegehung, durch Ethan Pringle (2015) bestätigt[26]
- Golpe de Estado – in Siurana, Spanien – 17. Dezember 2008 – Erstbegehung; erste 9b, die wiederholt wurde (durch Adam Ondra 2010)[1][27]
- Neanderthal – in Santa Linya, Spanien – 18. Dezember 2009 – Erstbegehung[28]
- First Round First Minute – in Margalef, Spanien – 19. April 2011 – Erstbegehung, durch Adam Ondra (2014) bestätigt[15]
- Fight or Flight – in Oliana, Spanien – 5. Mai 2011 – Erstbegehung
- Stoking on Fire – in Santa Linya, Spanien – 6. Februar 2013 – Erstbegehung

#### 9a+ (5.15a)
- Realization (Biographie) – Céüse, Frankreich – 18. Juli 2001 – Erstbegehung; erste bestätigte Route in diesem Grad überhaupt
- La Rambla Original – Siurana, Spanien – 1. Dezember 2006 – dritte Begehung nach Ramón Julián Puigblanqué (2003) und Edu Marín Garcia (2006); mit dieser Begehung wurde Chris Sharma zum ersten Kletterer, dem mehrere 9a+-Begehungen gelangen[14]
- Papichulo – in Oliana, Spanien – 31. Mai 2008 – Erstbegehung; erste Wiederholung durch Adam Ondra (2009)[29]
- Demencia Senil – Margalef, Spanien – 20. Februar 2009 – Erstbegehung; erste Wiederholung durch Iker Pol (2010)
- Pachamama – in Oliana, Spanien – 29. Mai 2009 – Erstbegehung; erste Wiederholung durch Sachi Amma (2011)
- First Ley – in Margalef, Spanien – 2. März 2010 – Erstbegehung[30]
- Power inverter – in Oliana, Spanien – Dezember 2010 – Erstbegehung; erste Wiederholung durch Ramón Julián Puigblanque (2014)
- Catxasa – in Santa Linya, Spanien – 14. Januar 2011 – Erstbegehung
- Chaxi – in Oliana, Spanien – Mai 2011[31]
- Joe Mama – in Oliana, Spanien – Oktober 2016

#### 9a (5.14d)
- Dreamcatcher – am Cacodemon Rock nahe The Chief in Squamish, British Columbia – September 2005 – Erstbegehung
- Three Degress of Separation – in Céüse, Frankreich – 2007 – Erstbegehung
- Era Vella – Margalef, Spanien – 2010 – Erstbegehung; Sharma nannte die Route „soft 9a“, teils auch mit 8c+ bewertet[32]
- Samfaina – Margalef, Spanien – Juni 2010 – Erstbegehung; von Jorge Díaz-Rullo und Alex Megos mit 9a+ bewertet[33]

#### 8c+ (5.14c)
- Necessary Evil – Virgin River Gorge, USA – 1997 – Erstbegehung mit nur 15 Jahren[10]

#### 8c (5.14b)
- French Gangster – Yangshuo, China – April 2009 – Onsight
- Humildes Pa' Casa – Oliana, Spanien – Dezember 2008 – Onsight
- Divine Fury – Maple Canyon, USA – September 2008 – Onsight
- T-Rex – Maple Canyon, USA – September 2008 – Onsight
- Snuff Movies – Sant Llorenç del Munt, Spanien – Mai 2015 – Onsight
- V for Vendatta – Siurana, Spanien – 1. April 2022 – Onsight

### Boulder

#### 8C (V15)
- Dreamtime – in Cresciano, Schweiz – 2002
- Practice of the Wild – Magic Wood, Schweiz – August 2004 – Erstbegehung; wiederholt auch Tyler Landman und Daniel Woods[34]
- Witness the Fitness – in den Ozarks, USA – März 2005 – Erstbegehung; wiederholt durch Fred Nicole und Daniel Woods, aber mittlerweile wegen eines abgebrochenen Griffs verändert[35]

### Deep-Water-Soloing (DWS)

#### 9a+ (5.15a)
- Es Pontàs – Mallorca, Spanien – 26. September 2006 – Erstbegehung, erste 9a+ DWS-Route; bestätigt durch Jernej Kruder (2016)[13]

#### 9a/9b (5.14d/5.15b)
- Alasha – Mallorca, Spanien – 16. September 2016 – Erstbegehung; Jakob Schubert bewertete die Route 2021 mit 9a[18]

## Filmografie
Chris Sharma hat in vielen verschiedenen Klettervideos mitgewirkt. Unter anderem ist er oft in Filmen der Produktionsfirma Big Up Productions zu sehen. Außerdem gibt es mehrere Clips, in denen er einzelne Routen klettert.
- Masters of Stone IV; Pure Force (1998)
- Free Hueco (1998, Big Up Productions) – Bouldering in Hueco Tanks, Sharma in Slashface
- Rampage (1999, Big Up Productions)
- Inertia (2000)
- Dosage Vol. 1 (2001, Big Up Productions) – Sharma on The Mandala and Realization
- The Road (2003, MC Productions)
- Pilgrimage (2003, Big Up Productions) – Bouldering in Hampi, India
- Dosage Vol. 2 (2004, Big Up Productions) – Sharma Deep-Water-Soloing in Mallorca, Spain
- Best of the West (2005, MC Productions) – Bouldering in Hueco Tanks, Sharma on Esperanza
- Dosage Vol. 3 (2005, Big Up Productions) – Bouldering in The Ozarks, Arkansas, Sharma on Witness the Fitness
- Big Game (2005, MC Productions) – Bouldering in Castle Hill, New Zealand
- Depth Charge (2006) – Deep-Water-Soloing in Croatia
- Dosage Vol. 4 (2006, Big Up Productions) – Sharma on Dreamcatcher, bouldering in Switzerland and at Hueco
- King Lines (2007, Big Up Productions/Sender Films)[36]
- The Fanatic Search (März 2008)
- Dosage Vol. 5 (2008, Big Up Productions) – Sharma bolting and climbing routes in Spain[37]
- Progression (2009, Big Up Productions) – Sharma sending Jumbo Love
- Reel Rock Tour 2010 (2010, Big Up Productions & Sender Films) – „First Round First Minute“
- Reel Rock Tour 7 (2012, Big Up Productions & Sender Films) – „La Dura Dura“
- Into the Light (2014, Red Bull Media House), Film zu einer Kletterexpedition zur Höhle Madschlis al-Dschinn und der Erstbegehung von „Into the Light“ (8b+) mit Stefan Glowacz
- Reel Rock Tour 12 (2017, Red Bull Media House) – Above the Sea